# 新淮街道
新淮街道，是中华人民共和国安徽省淮南市田家庵区下辖的一个乡镇级行政单位。

## 行政区划
新淮街道下辖以下地区：
长青社区、九龙社区和文化社区。